# Tatsuya Ikeda
Tatsuya Ikeda (池田 達哉 Ikeda Tatsuya?, nacido el 18 de mayo de 1988 en Hyogo) es un exfutbolista japonés. Jugaba de defensa y su último club fue el Verspah Oita de Japón.

## Trayectoria

### Clubes
| Club            | País  | Año         |
| --------------- | ----- | ----------- |
| Oita Trinita    | Japón | 2007 - 2011 |
| Sagawa Printing | Japón | 2012 - 2015 |
| Verspah Oita    | Japón | 2016        |

## Estadística de carrera

### J. League
| Club         | Año   | J. League | J. League | Copa J. League | Copa J. League | Total | Total |
| Club         | Año   | Part.     | Goles     | Part.          | Goles          | Part. | Goles |
| ------------ | ----- | --------- | --------- | -------------- | -------------- | ----- | ----- |
| Oita Trinita | 2007  | 0         | 0         | 0              | 0              | 0     | 0     |
| Oita Trinita | 2008  | 0         | 0         | 1              | 0              | 1     | 0     |
| Oita Trinita | 2009  | 0         | 0         | 0              | 0              | 0     | 0     |
| Oita Trinita | 2010  | 10        | 0         | -              | -              | 10    | 0     |
| Oita Trinita | 2011  | 16        | 0         | -              | -              | 16    | 0     |
| Total        | Total | 26        | 0         | 1              | 0              | 27    | 0     |

## Palmarés

### Títulos nacionales
| Título         | Club         | País  | Año  |
| -------------- | ------------ | ----- | ---- |
| Copa J. League | Oita Trinita | Japón | 2008 |